# Julio Mengod
Julio Mengod Lázaro (Albarracín, Teruel, 1941) es un compositor musical español con una amplia trayectoria en el medio televisivo, particularmente en TVE, donde ha creado las sintonías de muchos programas.
Hijo y nieto de guardias civiles, él mismo fue cabo de la banda de música en el Colegio de Guardias Jóvenes de Valdemoro. Compuso en su honor la marcha "Guardias Jóvenes" estrenada en 2016 durante las fiestas del Pilar.
Entre sus creaciones para este medio se encuentran las músicas de cabecera de los programas Los Chiripitifláuticos (1966), Mujeres insólitas (1977), La segunda oportunidad (1978), Más vale prevenir (1979), Don Baldomero y su gente (1982), Sombras de cristal (1982), El Kiosko (1984), A mi manera (1987-1988), A vista de pájaro (1989), Los años vividos (1991), Quién sabe dónde (1991), De polo a polo (1992), La España salvaje (1996), además del himno oficial de la Expo Zaragoza 2008.
También ha escrito música para la radio (Lucecita, 1973) y dirigido orquestas en varios festivales de la canción, como el de Benidorm, Sopot y el de la OTI.
Fue el creador de himnos electorales, entre ellos el usado por el PSOE durante la década de los 80.
Julio Mengod es autor asimismo de varios poemas sinfónicos: El árbol del bien y del mal, Los clarines de la Maestranza (1992), Aben-Razin (1994) y Los desastres de la guerra (1996), este último inspirado en la serie de grabados de Francisco de Goya.
Es padre de la actriz y presentadora de TV Verónica Mengod.
Es también el compositor de la Sintonía en D.O., empleada para la Denominación de Origen Cariñena.
Tiene una residencia en Bayona.
- Datos: Q5955506